# Maldon (ort i Australien)
Maldon är en ort i Australien. Den ligger i kommunen Mount Alexander och delstaten Victoria, omkring 120 kilometer nordväst om delstatshuvudstaden Melbourne. Antalet invånare är 1 601.
Runt Maldon är det mycket glesbefolkat, med 6 invånare per kvadratkilometer.. Närmaste större samhälle är Castlemaine, omkring 15 kilometer sydost om Maldon.
I omgivningarna runt Maldon växer huvudsakligen savannskog. Genomsnittlig årsnederbörd är 782 millimeter. Den regnigaste månaden är juli, med i genomsnitt 92 mm nederbörd, och den torraste är januari, med 22 mm nederbörd.